# Grewia gillettii
Grewia gillettii är en malvaväxtart som beskrevs av Sebsebe Demissew och B. Mathew. Grewia gillettii ingår i släktet Grewia och familjen malvaväxter. Inga underarter finns listade i Catalogue of Life.